# Agnieszka Dygacz
Agnieszka Dygacz (née le 18 juillet 1985) est une athlète polonaise spécialiste de la marche, championne nationale sur 20 km à six reprises.

## Palmarès
| Date | Compétition     | Lieu    | Résultat | Épreuve      | Temps           |
| ---- | --------------- | ------- | -------- | ------------ | --------------- |
| 2012 | Jeux olympiques | Londres | 23e      | 20 km marche | 1 h 31 min 28 s |

## Records
En 2014, Agnieszka Dygacz établit un nouveau record national sur le 20 km marche:1 h 28 min 58 s.
| Épreuve      | Performance     | Lieu | Date |
| ------------ | --------------- | ---- | ---- |
| 20 km marche | 1 h 28 min 58 s |      | 2014 |

## Championnats de Pologne
- Championne en 2008, 2009, 2010, 2011, 2013 et 2014.
- vice-Championne en 2007.
- 3e en 2006.